# Nunjikompita
Nunjikompita är en ort i Australien. Den ligger i kommunen Ceduna och delstaten South Australia, omkring 490 kilometer nordväst om delstatshuvudstaden Adelaide. Orten hade 34 invånare år 2021.